# Acebo (község)
Acebo egy község Spanyolországban, Cáceres tartományban. Acebo Gata, Hoyos, Perales del Puerto, San Martín de Trevejo, Villamiel, Villasbuenas de Gata és El Payo községekkel határos. Lakosainak száma 576 fő (2024).

## Népesség
A település népessége az elmúlt években az alábbi módon változott:
| Lakosok száma | 795  | 724  | 728  | 685  | 679  | 594  | 590  | 579  | 560  | 576  |
|               | 2001 | 2004 | 2006 | 2009 | 2011 | 2014 | 2016 | 2019 | 2021 | 2024 |